# 木梨ミュージック コネクション2
『木梨ミュージック コネクション2』（きなしミュージック コネクションツー）は、とんねるずの木梨憲武ソロの3作目のEPである。2020年11月29日より配信。

## 概要
「生きてるうちが花なんだぜ feat. 宇崎竜童 & 佐藤浩市」は2021年1月4日・5日に開催された新日本プロレス「バルサン Presents WRESTLE KINGDOM 15 in 東京ドーム」の大会テーマソングである。
iTunes J-POPチャート1位、レコチョクアルバム1位、同ハイレゾアルバム1位とデイリー三冠を達成した。

## 収録曲
| #         | タイトル                                               | 作詞       | 作曲       | 時間  |
| --------- | ------------------------------------------------------ | ---------- | ---------- | ----- |
| 1.        | 「不機嫌なモナリザ」                                   | 阿木燿子   | 宇崎竜童   | 3:42  |
| 2.        | 「生きてるうちが花なんだぜ feat. 宇崎竜童 & 佐藤浩市」 | 宇崎竜童   | 宇崎竜童   | 3:52  |
| 3.        | 「私は神様を知っている feat. 所ジョージ」              | 所ジョージ | 所ジョージ | 3:51  |
| 4.        | 「友よ feat. 藤井尚之, ヒロミ & 堀内健」               | 藤井フミヤ | 藤井尚之   | 4:58  |
| 5.        | 「WON’T BE LONG」                                      | Bro.KORN   | Bro.KORN   | 5:01  |
| 合計時間: | 合計時間:                                              | 合計時間:  | 合計時間:  | 21:24 |

## テレビ歌唱
1. 不機嫌なモナリザ
同年11月12日に放送された日本テレビ『スッキリ』で生披露された。
同年12月31日に『ももいろ歌合戦』で生披露された。
2. 生きてるうちが花なんだぜ
同年12月2日に放送されたフジテレビ『2020 FNS歌謡祭 第1夜』で披露された。
3. 私は神様を知っている
2021年12月1日に放送されたフジテレビ『2021 FNS歌謡祭 第2夜』で披露された。